# Carcrashes
Carcrashes è il singolo di debutto del gruppo musicale pop svedese Standfast, pubblicato il 9 marzo 2001 dall'etichetta discografica EMI.
La canzone è stata scritta da Suzanne Mosson e Patrick Tucker e prodotta da Arnthor Birgisson ed è stata estratta dall'album d'esordio del gruppo, l'eponimo Standfast.
Con questa canzone, di buon successo in Europa, il gruppo si è fatto conoscere anche in Italia entrando a far parte della compilation del Festivalbar di quell'anno.

## Tracce
CD-Single (EMI 7243 8 89343 2 9 (EMI) / EAN 0724388934329)
1. Carcrashes (Radioedit) - 3:30
2. Carcrashes (Albumversion) - 4:37

CD-Maxi (EMI 7243 8 79006 2 3 / EAN 0724387900622)
1. Carcrashes (Radio Edit) - 3:30
2. Carcrashes (Istvan Remix) - 4:21
3. Carcrashes (Album Version) - 4:36
4. Lullaby For Lukas - 4:01

## Classifiche
| Classifica (2001) | Posizione raggiunta |
| ----------------- | ------------------- |
| Belgio (Fiandre)  | 9                   |
| Svezia            | 12                  |
| Paesi Bassi       | 87                  |